# Recunoașterea activă
Recunoașterea activă (în rusă Активная разведка) a fost un termen utilizat în perioada 1921–1925 de către Direcția principală de informații a Armatei Roșii pentru a desemna acțiunile desfășurate de detașamente de diversiune sovietice pe teritoriile statelor vecine cu Rusia Bolșevică și, ulterior, cu URSS.

## România
Informații suplimentare: Relațiile româno-sovietice în perioada interbelică
Pe lângă Polonia, recunoașterea activă a fost desfășurată în aceeași perioadă și pe teritoriul României. Aceste operațiuni au fost organizate de Direcția de Informații a Armatei Roșii prin intermediul unor organizații revoluționare:
- Uniunea Țăranilor Revoluționari din Basarabia – formată din activiști basarabeni pro-sovietici;

- Organizația Revoluționară din Dobrogea – cu o bază etnică bulgară;

- Eliberarea – o organizație național-revoluționară bucovineană, formată în principal din ucraineni.

Uniunea Țăranilor Revoluționari din Basarabia, care dispunea de propriile detașamente de partizani, a fost creată la începutul anului 1925 din rămășițele fostei Organizații Militare locale (OM). Trei membri ai biroului său de organizare — A. Nicolsky, Alexandru Rubinstein și I. Fortuna — activau în cadrul Biroului din Străinătate al Comitetului Central al Partidului Comunist din România, cu sediul în URSS.
Scopul lor era desprinderea Basarabiei și Bucovinei de România și aderarea lor la Uniunea Sovietică.
În vara anului 1924, dinspre teritoriul sovietic, prin traversarea Nistrului cu bărci, au fost transportate și ascunse în depozite secrete de pe teritoriul românesc:
- arme de infanterie și piese de artilerie,
- muniție,
- explozibili,
- echipamente militare.

Ulterior, grupuri de recunoaștere activă trimise în Basarabia — sprijinite de detașamente clandestine de 20–30 de persoane — au declanșat o răscoală armată împotriva autorităților române, cunoscută sub numele de Răscoala de la Tatarbunar.
Deși era planificată intervenția unor unități regulate ale Armatei Roșii conduse de Grigori Kotovski, desfășurarea rapidă a evenimentelor a făcut imposibilă această implicare. După patru zile, răscoala a fost înăbușită de Armata Română.